# Isla Guest
La isla Guest es una isla glacial en el mar de Ross aproximadamente a 100 km de la costa de la Dependencia Ross, Antártida. Está situada en las coordenadas (76°11′S 167°4′O / -76.183, -167.067). 

## Reclamación territorial
La isla es reclamada por Nueva Zelanda como parte de la Dependencia Ross, pero esta reclamación está sujeta a las disposiciones del Tratado Antártico.
- Datos: Q2680832